# Estadio Nakivubo
El Nakivubo Stadium también llamado Hamz Stadium es un estadio multiusos ubicado en la ciudad de Kampala, capital de Uganda. Después de renovaciones iniciadas en 2017 el presidente Yoweri Museveni puso oficialmente en servicio el estadio el 25 de abril de 2024. El estadio posee una capacidad para 35.000 espectadores y albergara eventos importantes como el Campeonato Africano de Naciones de 2024 y la Copa Africana de Naciones 2027.

## Historia
Fue construido en 1926 con una capacidad inicial de 15000 espectadores y tuvo su primera remodelación en 1954 por mandato del gobierno de la colonia británica para conmemorar la muerte de los ugandeses a causa de la Segunda Guerra Mundial según el "Nakivubo War Memorial Act" por el parlamento de Uganda.
En el 2000 el estadio fue sede de la selección nacional con los jugadores utilizadon el uniforme del FC Internazionale Milano. Debido a ese acto la selección fue multada.
A inicios del 2013 el estadio fue cerrado por la Uganda Revenue Authority por un mes a caus de deudas acumuladas. Fue reabierto luego de la cancelación de las deudas.
El estadio fue cerrado nuevamente en mayo de 2011, pero lo reabrieron una semana después luego de una negociación de pagos.
Fue sede del partido del Campeonato Africano Sub-17 entre Uganda y Zambia el 27 de septiembre de 2014. Previamente ambas selecciones se habían enfrentado en la misma sede en categoría mayor en la clasificación de CAF para la Copa Mundial de Fútbol de 1978 donde Uganda ganó 1-0.